# Комунальна власність
Комуна́льна вла́сність — одна з трьох форм власності (поряд з державною та приватною). Також, поряд з державною власністю це одна з двох форм публічної власності.
За своєю суттю комунальна власність є колективною.
Поняття «комунальна власність» і «муніципальна власність» є синонімами.
В прикладному значенні, під комунальною власністю розуміють власність територіальних громад на належне їм майно, що використовується для спільних потреб громади і керується відповідними органами місцевого самоврядування.
В економічному значенні термін вживається для позначення сукупності відносин, пов'язаних певним майновим комплексом і певним суб'єктом господарської діяльності.

## Право комунальної власності
В об'єктивному значенні, під правом комунальної власності розуміється сукупність правових норм, які встановлюють та охороняють комплекс відносин з приводу належності певного майна територіальним громадам.
В суб'єктивному сенсі право комунальної власності означає речове право — право громади на певну річ (сукупність речей), що включає в себе правомочності володіння, користування та розпорядження цими речами.
Закон України «Про місцеве самоврядування в Україні» дає таке визначення суб'єктивного права комунальної власності: це право територіальної громади володіти, доцільно, економно, ефективно користуватися і розпоряджатися на свій розсуд і в своїх інтересах майном, що належить їй, як безпосередньо, так і через органи місцевого самоврядування.
Суб'єктами пра́ва комунальної власності є територіальні громади первинного рівня (тобто жителі сіл; добровільних об'єднань у сільську громаду жителів кількох сіл; селищ; міст), територіальні громади вторинного рівня (жителі районів, областей), а також органи місцевого самоврядування, що здійснюють права́ комунальної власності від імені територіальної громади — представницькі та виконавчі органи місцевого самоврядування.
В іноземних країнах суб'єктами пра́ва муніципальної (комунальної) власності визнаються, як правило, тільки громади населених пунктів (а не районів, областей та аналогічних «об'єднавчих» муніципальних утворень).
Об'єкти пра́ва комунальної власності — це те майно, у тому числі грошові кошти, яке належить територіальній громаді.
До об'єктів права комунальної власності, зокрема, належать: рухоме і нерухоме майно, доходи місцевих бюджетів, інші кошти, земля, природні ресурси, підприємства, установи та організації, в тому числі банки, страхові товариства, пенсійні фонди, частки в майні підприємств, житловий фонд, нежитлові приміщення, заклади культури, освіти, спорту, охорони здоров'я, науки, соціального обслуговування, а також відумерла спадщина.

## Інститут комунальної власності в Україні
Історичний розвиток комунальної власності в Україні охоплює три основні етапи становлення:
I етап (кінець XVIII — початок XX ст.) — формування муніципальної власності як окремого інституту, спеціалізація фінансових інституцій у сфері муніципальної політики та поступове згортання цих процесів у 1920-х рр.;
II етап (початок 1990-х рр.) — виокремлення комунальної як форми державної власності;
III етап (з 1996 р.) — розмежування державної та комунальної форм власності.
В сучасній Україні комунальна власність історично виокремилася з місцевої державної власності — власності адміністративно-територіальних одиниць.
Основні нормативно-правові акти, що реформували відносини комунальної власності:
| № з/п | Тип                                  | Назва | Дата прийняття   | Власний номер                                               | Чинність     |
| ----- | ------------------------------------ | --- | ---------------- | ----------------------------------------------------------- | ------------ |
| 1     | Закон УРСР                           | Про місцеві Ради народних депутатів та місцеве і регіональне самоврядування | 7 грудня 1990    | 533-XII                                                     | Не чинний    |
| 2     | Закон УРСР                           | Про власність | 7 лютого 1991    | 697-XII                                                     | Не чинний    |
| 3     | Постанова Кабінету Міністрів України | Про розмежування державного майна України між загальнодержавною (республіканською) власністю і власністю адміністративно-територіальних одиниць (комунальною) власністю                                            | 5 листопада 1991 | 311 [Архівовано 16 Серпня 2014 у Wayback Machine.]          | Не скасована |
| 4     | Закон України                        | Про приватизацію державного майна | 4 березня 1992   | 2163-XII                                                    | Чинний       |
| 5     | Закон України                        | Про приватизацію невеликих державних підприємств (малу приватизацію) | 6 березня 1992   | 2171-XII                                                    | Чинний       |
| 6     | Закон України                        | Про оренду державного та комунального майна | 10 квітня 1992   | 2269-XII                                                    | Чинний       |
| 7     | Постанова Кабінету Міністрів України | Про затвердження Положення про порядок передачі в комунальну власність державного житлового фонду, що перебував у повному господарському віданні або в оперативному управлінні підприємств, установ та організацій | 6 листопада 1995 | 891 [Архівовано 8 Жовтня 2015 у Wayback Machine.]           | Не скасована |
| 8     | Постанова Кабінету Міністрів України | Про поетапну передачу до комунальної власності об'єктів соціальної інфраструктури, які належать суб'єктам підприємницької діяльності                                                                               | 19 лютого 1996   | 222 [Архівовано 8 Жовтня 2015 у Wayback Machine.]           | Не скасована |
| 9     | Конституція                          | Конституція України | 28 червня 1996   | 254к/96-ВР [Архівовано 3 Листопада 2017 у Wayback Machine.] | Чинна        |
| 10    | Постанова Кабінету Міністрів України | Про поетапну передачу до комунальної власності об'єктів соціальної інфраструктури | 2 грудня 1996    | 1443 [Архівовано 8 Жовтня 2015 у Wayback Machine.]          | Чинна        |
| 11    | Закон України                        | Про місцеве самоврядування в Україні | 21 травня 1997   | 280/97-ВР [Архівовано 12 Червня 2014 у Wayback Machine.]    | Чинний       |
| 12    | Закон України                        | Про передачу об'єктів права державної та комунальної власності | 3 березня 1998   | 147/98-ВР [Архівовано 11 Листопада 2012 у Wayback Machine.] | Чинний       |
| 13    | Постанова Кабінету Міністрів України | Про передачу об'єктів права державної та комунальної власності | 21 вересня 1998  | 1482 [Архівовано 21 Вересня 2013 у Wayback Machine.]        | Чинна        |
| 14    | Кодекс                               | Земельний кодекс України | 25 жовтня 2001   | 2768-III                                                    | Чинний       |
| 15    | Кодекс                               | Цивільний кодекс України | 16 січня 2003    | 435-IV                                                      | Чинний       |
| 16    | Кодекс                               | Господарський кодекс України | 16 січня 2003    | 436-IV                                                      | Чинний       |
| 17    | Закон України                        | Про розмежування земель державної та комунальної власності | 5 лютого 2004    | 1457-IV                                                     | Не чинний    |
| 18    | Закон України                        | Про внесення змін до деяких законодавчих актів України щодо розмежування земель державної та комунальної власності                                                                                                 | 6 вересня 2012   | 5245-VI                                                     | Чинний       |

Основні законопроєкти:  [Архівовано 16 Жовтня 2015 у Wayback Machine.],  [Архівовано 8 Жовтня 2015 у Wayback Machine.],  [Архівовано 8 Жовтня 2015 у Wayback Machine.],  [Архівовано 16 Жовтня 2015 у Wayback Machine.],  [Архівовано 8 Жовтня 2015 у Wayback Machine.],  [Архівовано 8 Жовтня 2015 у Wayback Machine.],  [Архівовано 8 Жовтня 2015 у Wayback Machine.],  [Архівовано 8 Жовтня 2015 у Wayback Machine.],  [Архівовано 8 Жовтня 2015 у Wayback Machine.],  [Архівовано 16 Жовтня 2015 у Wayback Machine.],  [Архівовано 8 Жовтня 2015 у Wayback Machine.],  [Архівовано 8 Жовтня 2015 у Wayback Machine.],  [Архівовано 8 Жовтня 2015 у Wayback Machine.],  [Архівовано 8 Жовтня 2015 у Wayback Machine.],  [Архівовано 8 Жовтня 2015 у Wayback Machine.],  [Архівовано 8 Жовтня 2015 у Wayback Machine.],  [Архівовано 27 Вересня 2021 у Wayback Machine.].
Також розроблена Концепція комунальної власності в Україні.
|                                                                 | Правовий інститут комунальної власності в Україні переживає кризу, з якої його вивести може тільки нове покоління законодавства про місцеве самоврядування та оновлена практика його застосування і захисту. Це законодавство і практика повинні спиратись не на традиційний, а на ліберальний конституціоналізм... |
| — Ю.М. Тодика, Конституція України: проблеми теорії та практики | |

Одним із основних завдань реформи децентралізації, що проводиться в Україні після Революції гідності, є посилення ролі та спроможності територіальних громад, що означає зміцнення майнової основи місцевого самоврядування — комунальної власності.

### Набуття і реалізація права комунальної власності
Матеріальні та фінансові ресурси, які перебувають у комунальній власності, є надбанням територіальної громади.

Згідно зі статтею 142 Конституції України,
«Матеріальною і фінансовою основою місцевого самоврядування є рухоме і нерухоме майно, доходи місцевих бюджетів, інші кошти, земля, природні ресурси, що є у власності територіальних громад сіл, селищ, міст, районів у містах, а також об'єкти їхньої спільної власності, що перебувають в управлінні районних і обласних рад.
Територіальні громади сіл, селищ і міст можуть об'єднувати на договірних засадах об'єкти комунальної власності, а також кошти бюджетів для виконання спільних проєктів або для спільного фінансування (утримання) комунальних підприємств, організацій і установ, створювати для цього відповідні органи і служби.
Держава бере участь у формуванні доходів бюджетів місцевого самоврядування, фінансово підтримує місцеве самоврядування. Витрати органів місцевого самоврядування, що виникли внаслідок рішень органів державної влади, компенсуються державою.»
Ефективність місцевого самоврядування вимірюється наявністю у громади достатнього місцевого бюджету, а також ефективно працюючої комунальної власності. Майно комунальної власності громада може використовувати для підтримання життєдіяльності міста, селища чи села. Комунальна
(муніципальна) форма власності, наприклад на нерухоме майно та землю, дозволяє органам місцевого самоврядування мати додаткові джерела доходів. Загалом, комунальна власність виражає суспільні, економічні, політичні та територіальні інтереси.
Процес створення комунальної власності описується за допомогою терміну «комуналізація». Закон України «Про місцеве самоврядування в Україні» в числі підстав для набуття права комунальної власності називає наступні:
1. передача майна територіальним громадам безоплатно державою (тобто «роздержавлення»);
2. передача майна територіальним громадам безоплатно іншими суб'єктами права власності;
3. створення майна органами місцевого самоврядування;
4. придбання майна органами місцевого самоврядування в порядку, встановленому законом[7].

Крім того, органи місцевого самоврядування відповідно до Податкового кодексу України встановлюють місцеві податки і збори.
Місцевими податками в Україні є:
1. податок на нерухоме майно, відмінне від земельної ділянки;
2. єдиний податок.

До місцевих зборів належать:
1. збір за місця для паркування транспортних засобів;
2. туристичний збір[8].

«Стаття 143. Територіальні громади села, селища, міста безпосередньо або через утворені ними органи місцевого самоврядування управляють майном, що є в комунальній власності; затверджують програми соціально-економічного та культурного розвитку і контролюють їх виконання; затверджують бюджети відповідних адміністративно-територіальних одиниць і контролюють їх виконання; встановлюють місцеві податки і збори відповідно до закону; забезпечують проведення місцевих референдумів та реалізацію їх результатів; утворюють, реорганізовують та ліквідовують комунальні підприємства, організації і установи, а також здійснюють контроль за їх діяльністю; вирішують інші питання місцевого значення, віднесені законом до їхньої компетенції.
Обласні та районні ради затверджують програми соціально-економічного та культурного розвитку відповідних областей і районів та контролюють їх виконання; затверджують районні і обласні бюджети, які формуються з коштів державного бюджету для їх відповідного розподілу між територіальними громадами або для виконання спільних проєктів та з коштів, залучених на договірних засадах з місцевих бюджетів для реалізації спільних соціально-економічних і культурних програм, та контролюють їх виконання; вирішують інші питання, віднесені законом до їхньої компетенції.
Органам місцевого самоврядування можуть надаватися законом окремі повноваження органів виконавчої влади. Держава фінансує здійснення цих повноважень у повному обсязі за рахунок коштів Державного бюджету України або шляхом віднесення до місцевого бюджету у встановленому законом порядку окремих загальнодержавних податків, передає органам місцевого самоврядування відповідні об'єкти державної власності.
Органи місцевого самоврядування з питань здійснення ними повноважень органів виконавчої влади підконтрольні відповідним органам виконавчої влади.»
Право комунальної власності територіальної громади захищається законом на рівних умовах з іншими формами власності.

### Комунальна власність на землю
Земля в Україні може перебувати у комунальній власності.
Право комунальної власності на землю — це право володіти, користуватися і розпоряджатися земельними ділянками, що належать територіальній громаді. Зе́млі, які належать на праві власності територіальним громадам сіл, селищ, міст, є у комунальній власності.
У комунальній власності, згідно Земельного кодексу України, перебувають:
а) усі землі в межах населених пунктів, крім земельних ділянок приватної та державної власності;
б) земельні ділянки, на яких розташовані будівлі, споруди, інші об'єкти нерухомого майна комунальної власності незалежно від місця їх розташування.
Територіальні громади набувають землю у комунальну власність у разі:
- передачі їм земель державної власності;
- відчуження земельних ділянок для суспільних потреб та з мотивів суспільної необхідності відповідно до закону;
- прийняття спадщини;
- придбання за договором купівлі-продажу, ренти, дарування, міни, іншими цивільно-правовими угодами;
- виникнення інших підстав, передбачених законом[9].